# José Goron
José Goron (ur. 1 kwietnia 1977) – martynikański piłkarz występujący na pozycji napastnika. Zawodnik klubu RC Rivière-Pilote.

## Kariera klubowa
Goron zawodową karierę rozpoczynał w 2000 roku w CS Case-Pilote. Spędził tam cztery lata, a potem odszedł do Club Franciscain. Przez cztery lata gry dla tego klubu, zdobył z nim trzy mistrzostwa Martyniki (2005, 2006, 2007) oraz trzy Puchary Martyniki (2005, 2007, 2008). W 2008 roku wrócił do CS Case-Pilote. W 2010 roku wywalczył z nim Puchar Martyniki.
W 2011 roku Goron przeszedł do zespołu RC Rivière-Pilote.

## Kariera reprezentacyjna
W reprezentacji Martyniki Goron zadebiutował w 2002 roku. W tym samym roku znalazł się w drużynie na Złoty Puchar CONCACAF. Zagrał na nim w meczu z Kostaryką (0:2), a Martynika odpadła z turnieju w ćwierćfinale.
W 2003 roku Goron ponownie został powołany do kadry na Złoty Puchar CONCACAF. Wystąpił na nim w spotkaniach ze Stanami Zjednoczonymi (0:2) i Salwadorem (0:1), a Martynika zakończyła turniej na fazie grupowej.